# Bruce Swedien
Bruce Swedien (Minneapolis, 19 de abril de 1934 - 16 de noviembre de 2020) fue un ingeniero de audio y productor de música estadounidense. Fue conocido por su trabajo con Quincy Jones. Swedien fue reconocido por su trabajo en 1962 en «Big Girls Don't Cry» de Frankie Valli y The Four Seasons, por la que ganó una nominación al Premio Grammy.

## Biografía
Nacido en Minneapolis, Swedien fue cinco veces ganador del Premio Grammy. Grabó, mezcló y ayudó a producir Thriller de Michael Jackson. También grabó y mezcló para artistas de jazz como Count Basie, Art Blakey, Duke Ellington, Dizzy Gillespie, Benny Goodman, Lionel Hampton, Quincy Jones, Oscar Peterson, Herbie Hancock y Jeff Oster.